# Marianne Hold

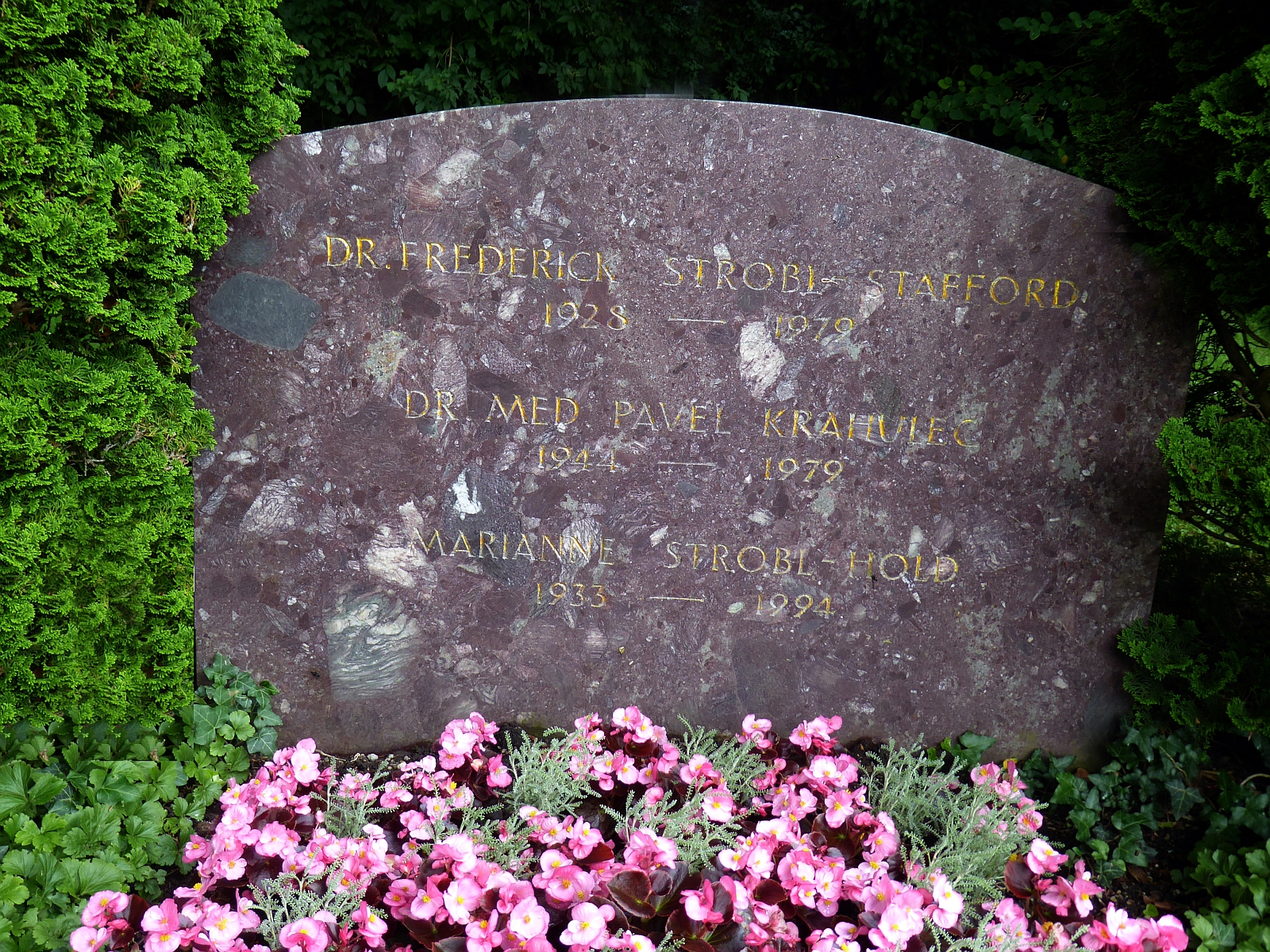
Der Grabstein von Marianne Strobl-Hold auf dem Friedhof Witikon in Zürich

Marianne Strobl-Hold (* 15. Mai 1933 als Marianne Weiss in Johannisburg, Ostpreußen, Deutsches Reich (heute Pisz, Polen); † 11. September 1994 in Lugano) war eine deutsche Schauspielerin.

## Leben
Marianne Hold musste kurz vor Ende des Zweiten Weltkriegs mit ihrer Mutter fliehen; sie landeten in Innsbruck. Ihr Vater galt als vermisst, und ihre Mutter heiratete wieder. Hold ging nach Streitigkeiten mit ihrem Stiefvater nach Rom, wo sie zunächst als Haushaltshilfe und später als Assistentin in einem Schnittstudio arbeitete.
Hier wurde sie von Luis Trenker für den Film entdeckt. Ihre erste größere Rolle erhielt sie 1950 in Duell in den Bergen. 1956 gelang ihr mit Die Fischerin vom Bodensee der Durchbruch. Im selben Jahr wurde sie auch in … wie einst Lili Marleen in der Hauptrolle besetzt.
Marianne Hold war in der zweiten Hälfte der 1950er Jahre ein Star des Heimatfilms. Regelmäßig verkörperte sie meist sehr übertrieben dramatisch die patente, natürliche, unverdorbene, selbstbewusste Frau von nebenan, meist dauergekränkt und beleidigt, die am Ende den richtigen Mann bekommt. Mit dem Ende des Heimatfilms zu Beginn der 1960er Jahre schwand auch ihre Popularität. 1969 war sie noch einmal auf dem Cover der August-Ausgabe der Ciné Revue zu sehen.
Sie lebte jahrelang mit dem Cellovirtuosen Enrico Mainardi zusammen, der oft irrtümlich als ihr Gatte angesehen wurde. Bei den Dreharbeiten zu Die Diamantenhölle am Mekong lernte sie 1964 Friedrich Strobl von Stein kennen, den sie nach nur sechs Tagen heiratete. Strobl wurde später unter dem Namen Frederick Stafford Schauspieler und durch Filme wie Topas bekannt. Nach Der Schut im Jahr 1964 und der Geburt ihres Sohnes und späteren Multitalents Roderick Stafford (* 4. Dezember 1964) zog sich Marianne Strobl-Hold aus dem Filmgeschäft zurück. Sie widmete sich der Malerei und half jungen Künstlern bei ihrem Karrierestart. Am 11. September 1994 starb sie in ihrem Haus in Lugano im Alter von 61 Jahren an Herzversagen. Ihre sterblichen Überreste ruhen auf dem Friedhof Witikon (Zürich) neben jenen ihres Gatten und seines Freundes und Piloten Pavel Krahulec, die gemeinsam 1979 bei dem Zusammenstoß zweier Privatflugzeuge über dem Sarnersee in der Zentralschweiz ums Leben kamen.

## Filmografie
- 1950: Duell in den Bergen
- 1951: Aus König Laurins Rosengarten (Kurzfilm)
- 1952: Kleine Kletterfahrt (Kurzfilm)
- 1952: Ferien vom Ich
- 1953: Ave Maria
- 1954: Hochzeitsglocken
- 1955: Marianne (Marianne de ma jeunesse)
- 1955: Heimatland
- 1955: Wenn die Alpenrosen blüh’n
- 1955: Flucht in die Dolomiten
- 1956: Pulverschnee nach Übersee
- 1956: Die Fischerin vom Bodensee
- 1956: … wie einst Lili Marleen
- 1956: Gold aus Gletschern
- 1956: Von der Liebe besiegt
- 1957: Die Prinzessin von St. Wolfgang
- 1957: Wetterleuchten um Maria
- 1957: Die Lindenwirtin vom Donaustrand
- 1958: Heimatlos
- 1958: Mein Schatz ist aus Tirol
- 1958: Der Priester und das Mädchen
- 1958: Schwarzwälder Kirsch
- 1959: Aus dem Tagebuch eines Frauenarztes
- 1959: Bei der blonden Kathrein
- 1959: Kein Mann zum Heiraten
- 1960: Schick deine Frau nicht nach Italien
- 1960: Sooo nicht, meine Herren!
- 1960: Schön ist die Liebe am Königssee
- 1961: Isola Bella
- 1961: Die Liebe ist ein seltsames Spiel (Cariño mío)
- 1962: Waldrausch
- 1962: Wilde Wasser
- 1962: Dal sabato al lunedì
- 1964: Die Diamantenhölle am Mekong
- 1964: Der Schut